# Ibón Idigoras
Ibón Idigoras Mendoza (Zarauz, 8 de noviembre de 1979) es un deportista español que compitió en snowboard, especialista en la prueba de campo a través. Participó en los Juegos Olímpicos de Turín 2006, ocupando el 34.º lugar en el campo a través.